# 김우연
김우연(1943년 11월 19일 ~ )은 대한민국의 정치인이다. 제43·44·45대 영덕군수를 역임했다.

## 역대 선거 결과
|  | 59.08% |

|  | 62.81% |

|  | 61.36% |